# Личаківський військовий цвинтар

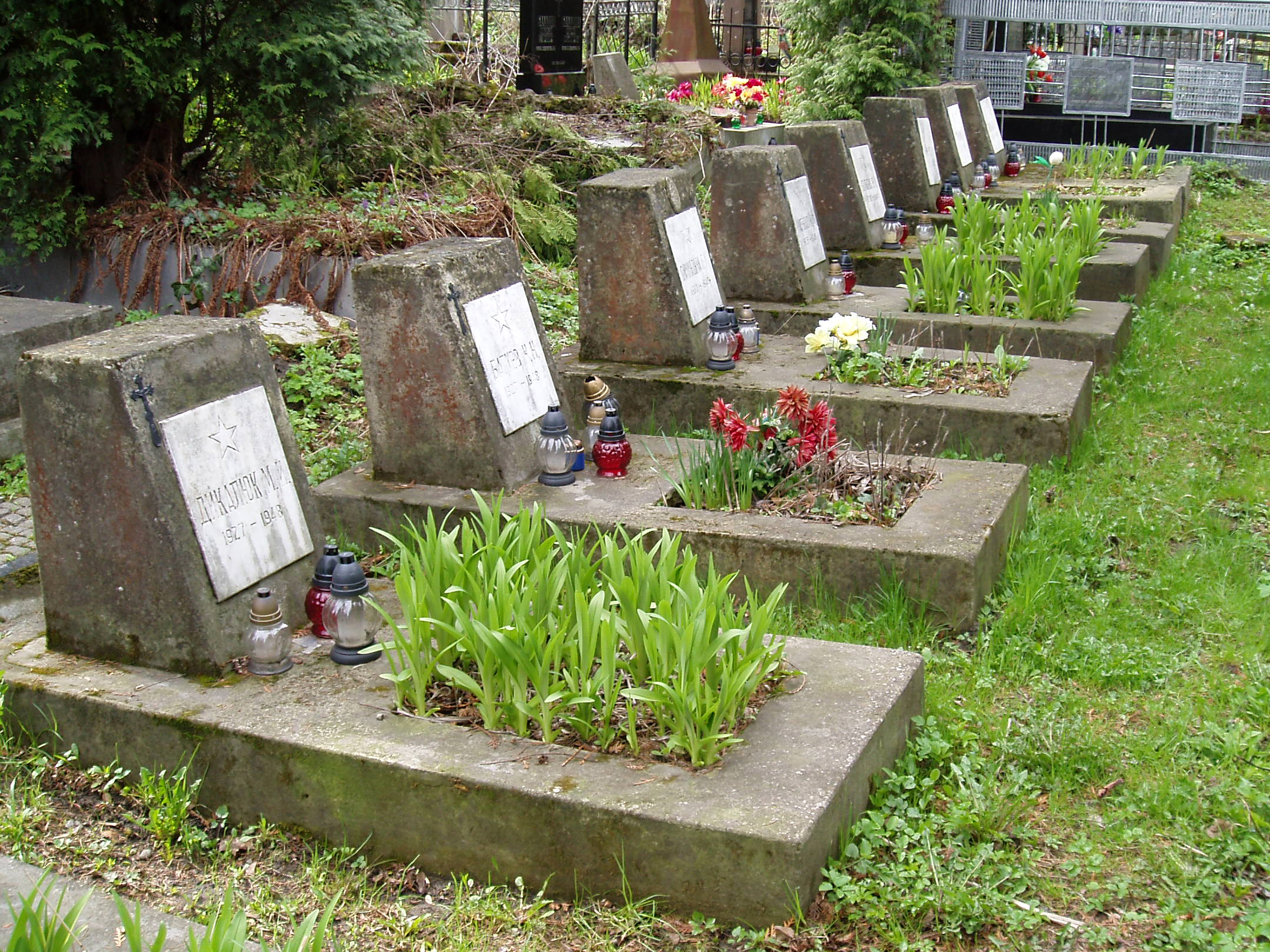
Кілька могил з типовими надгробками, які збереглися у первинному вигляді після впорядкування цвинтаря

Личаківський військовий цвинтар (Поле почесних поховань, також Марсове поле) — військовий меморіал у Львові. Розташований на вулиці Мечникова, прилеглий до Личаківського цвинтаря з північного боку.

## Історія
Початково це місце було частиною військового цвинтаря вояків австрійської армії і союзників, що полягли у першій світовій війні. Завдяки докладному плану 1927 року відомо про 4712 окремих і спільних могил. Серед похованих були німці, українці, поляки, серби, чехи, турки, боснійці.
У 1946—1947 роках похованих було ексгумовано і на цьому місці створено цвинтар солдатів Радянської армії, що полягли у другій світовій війні і військ НКВС, що загинули під час каральних операцій проти мирного населення Галичини і в боях із відділами Української повстанської армії. Поступово цвинтар було заповнено однаковими бетонними надгробками. Офіційно вважається, що кількість похованих сягає 3491. За твердженням істориків, кількість реально похованих менша.
Сучасного вигляду меморіалові надано 1974 року за проєктом Андрія Шуляра, Василя Каменщика і Володимира Бойка. Меморіал утворений трьома рядами чорних гранітних плит з іменами загиблих і двома рядами червоних плит між ними. Це мало символізувати гвардійську стрічку. Більша частина солдатів загинула у період 1944—1950 років, що не збігається з роками другої світової війни. Через це дати смерті викарбувано лише на деяких плитах. Зі сторони вулиці Мечникова встановлено Орден Вітчизняної війни з епітафією «Небо, земля, люди! За Вас, за правду Ленина, на пути к Победе мы полегли». На парканах та стінах навколишніх будинків розміщувалися фанерні щити з написами та зображеннями ідеологічного спрямування. 1985 року проведено конкурс проєктів другої черги будівництва пам'ятника. Проєкт скульптури із зображенням святого Георгія Переможця на коні скульптора Еммануїла Миська і архітектора Василя Каменщика було відзначено премією, але не реалізовано.
У верхній частині цвинтаря на початку 1990-х років встановлено металевий хрест, який пофарбовано «під березу», з написом «Оборонцям Львова, стрільцям і старшинам УГА, які полягли за волю України в 1918—19 роках». Цей знак стосується ще одного знищеного цвинтаря, який розташовувався близько 100 метрів на схід від хреста, де тепер розташовані цивільні поховання радянського часу.
У нижній частині військового меморіалу, стоять поставлені в один ряд три невеликі кам'яні хрести, під якими знаходяться крипти-гробниці. Упродовж 1994—1998 років тут перепоховано 250 жертв більшовицького терору, закатованих у Замарстинівській в'язниці. Згодом, у 1999 році перепоховано ще понад 140 жертв з цієї ж в'язниці.
26 жовтня 2021 року демонтовано радянську зірку, встановлену на цвинтарі, що входить до складу музею-заповідника «Личаківський цвинтар». Радянська зірка була виготовлена з бронзи, розміром 3,6×3,6 м, вагою близько півтори тонни. Її виготовили в 1970-х роках, коли проводили реконструкцію Марсового поля. Згідно з рішенням виконкому міськради зірку перевезуть до музею «Територія терору».
20 травня 2022 року на засіданні виконавчого комітету Львівської міської ради прийняли рішення провести архітектурний конкурс на кращу проєктну пропозицію меморіального комплексу військових поховань Героїв України на вул. Мечникова. Тут передбачають військові поховання Героїв України, парк-сквер пам'яті Героїв та меморіальну площу, а тлінні рештки військовослужбовців радянської армії та осіб часів другої світової війни перепоховають.
Наприкінці липня 2023 року на Личаківському військовому цвинтарі завершили перший етап ексгумації. Фахівці меморіально-пошукового центру «Доля» працювали тут чотири місяці. Загалом виявили рештки 653 осіб. З них 26 — періоду першої світової війни, частина — другої світової війни та найбільше — повоєнного періоду. Поховання часів першої світової війни будуть перенесені на поля № 84 та № 85 Личаківського цвинтаря, де у майбутньому збудують Меморіальний комплекс. Натомість, рештки з радянських часів зберігають у спеціальному депозитарії. Їх планують перенести на інший цвинтар. Також серед знахідок є монети, залишки одягу, християнська символіка та ідентифікаційні жетони воїнів армії Австро-Угорської імперії. Прізвища, на жаль, не збереглися. Всі знайдені речі будуть передані в музеї, передусім — у Львівський історичний музей. Невдовзі пошуковці перейдуть до дослідження та ексгумації поховань на центральній алеї цвинтаря. 